# Battaglia di Avdiïvka (2023-2024)
La battaglia di Avdiïvka del 2023-2024 (in russo Бои за Авдеевку?, in ucraino Бої за Авдіївку?) è stata combattuta dalle forze dell'esercito russo e delle milizie separatiste del Donbass contro le forze dell'esercito ucraino, dal 10 ottobre 2023 al 17 febbraio 2024 nel corso del conflitto tra Russia e Ucraina iniziato su larga scala con l'invasione russa del 24 febbraio 2022.
La lunga battaglia, aspramente combattuta e particolarmente sanguinosa per entrambe le parti, si è conclusa il 17 febbraio 2024 con la ritirata generale delle residue forze ucraine e la vittoria delle truppe russe e filo-russe che hanno occupato la città in rovina di Avdiïvka e l'intera area fortificata, da dove era stata bombardata per anni la vicina Donec'k.

## Storia

### Guerra di trincea a Avdiïvka
Avdiïvka, importante città industriale di circa 30 000 abitanti, localizzata subito a nord della capitale regionale di Donec'k, divenne la sede, durante i programmi di industrializzazione accelerata dell'Unione Sovietica, di un grande impianto chimico per la produzione di coke, il più importante dell'intera Repubblica Socialista Sovietica Ucraina.

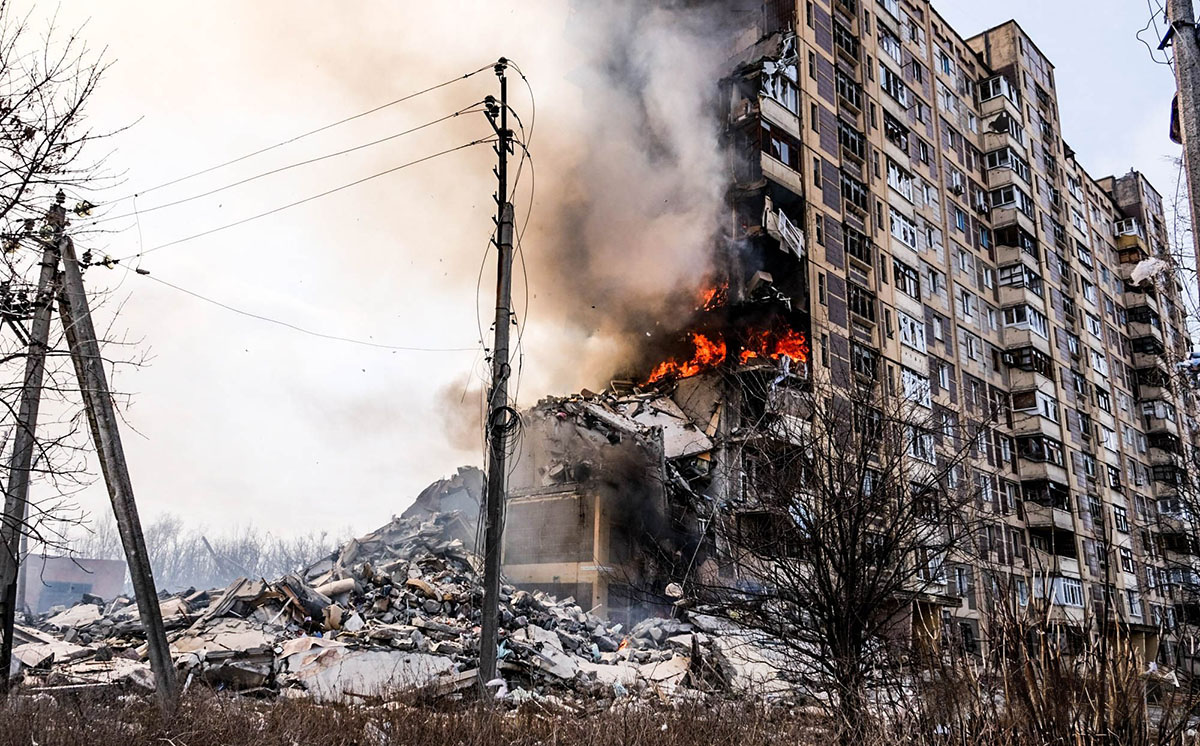
Avdiïvka sotto il bombardamento russo.

Con la ribellione separatista delle forze filo-russe e l'inizio della guerra del Donbass, Avdiïvka è stata coinvolta nei combattimenti ed è divenuta un importante bastione fortificato ucraino in grado di bloccare ogni avanzata delle forze separatiste a nord di Donec'k. A partire dal 2014 l'area di Avdiïvka è stata sistematicamente rinforzata dagli ucraini con la costruzione di sistemi trincerati, capisaldi, bunker sotterranei e posizioni di fuoco. I settori meridionali e orientali dell'area fortificata sono stati protetti con estesi campi minati, mentre le aree industriali settentrionali e meridionali sono state trasformate in solidi bastioni difensivi. 
Da quest'area fortificata l'artiglieria ucraina ha continuato per anni a colpire l'area urbanizzata della vicina Donec'k causando numerose vittime civili. Le milizie separatiste del Donbass non sono state assolutamente in grado di conquistare l'area fortificata di Avdiïvka e per anni nel settore si sono succeduti combattimenti statici di logoramento senza risultati tattici di rilievo. La battaglia di Avdiïvka del 2017 si è conclusa con un fallimento per le forze separatiste e gli ucraini hanno saldamente mantenuto le loro posizioni. A causa di questi continui scontri Avdiïvka ha subito ingenti danni materiali e gran parte della popolazione ha abbandonato la città. 
L'inizio dell'invasione russa dell'Ucraina non ha modificato la situazione tattica nel settore di Donec'k e Avdiïvka, con i miliziani separatisti che si sono spostati verso sud in direzione di Mariupol' invece di attaccare verso nord per cercare di allontanare il fronte dalla capitale del Donbass. Di conseguenza nei primi mesi del 2022 si sono intensificati i bombardamenti ucraini su Donec'k a partire principalmente dall'area di Avdiïvka. Dopo la conclusione della battaglia di Mariupol' i russi e i filorussi hanno cercato nell'estate 2022 di attaccare l'area fortificata di Avdiïvka ma senza ottenere alcun successo. Le operazioni sono quindi continuate per mesi con logoranti scontri di trincea, bombardamenti e perdite per entrambe le parti senza risultati tattici e operativi; sono continuati anche i bombardamenti reciproci con la definitiva distruzione di Avdiïvka e ingenti danni e perdite anche per Donec'k. Nell'inverno 2022-23 l'interminabile battaglia sul fronte di Avdiïvka è proseguita sempre più estenuante e cruenta per le due parti in lotta; sia le truppe ucraine che quelle russe hanno sofferto pesanti perdite e sopportato grandi disagi nelle trincee e nei bunker costantemente sottoposti ai bombardamenti di artiglieria e agli attacchi dei droni.

### Offensiva dell'esercito russo
A partire dal 10 ottobre 2023 l'esercito russo, principalmente i reparti del Gruppo di forze del Centro al comando del generale Andrej Mordvičev, ha dato inizio ad una grande offensiva per attaccare l'area fortificata di Avdiïvka con una doppia manovra aggirante da sud e da nord con l'obiettivo di accerchiare l'intera area fortificata e provocare finalmente una svolta delle operazioni in questo settore del fronte. Inizialmente presi di sorpresa dalla imponente offensiva meccanizzata, supportata da elicotteri e artiglieria, i difensori ucraini hanno reagito rapidamente, coordinando con successo i bombardamenti e infliggendo gravi perdite ai reparti russi già nei primi due giorni di combattimenti, durante i quali gli attaccanti avrebbero perso l'equivalente di un gruppo tattico di battaglione in veicoli corazzati soltanto sul fianco nord della città senza ottenere nessuno sfondamento del fronte.
Nei giorni successivi gli attacchi frontali delle truppe meccanizzate della 2ª Armata combinata sono continuati, diminuendo però di intensità e frequenza a causa della grande difficoltà di manovrare con successo con colonne meccanizzate sotto il micidiale fuoco dell'artiglieria ucraina, fallendo quindi con perdite importanti di fronte all'accanita ed abile difesa delle truppe ucraine.
A partire dalla fine di ottobre le tattiche russe hanno iniziato a cambiare; sono stati gradualmente sospesi gli inefficaci e costosi attacchi meccanizzati passando principalmente ad assalti di fanteria in piccoli gruppi, impegnando la forza principale dell'8ª Armata combinata, composta dai due corpi d'armata della DNR e della LNR, dalla 20ª e dalla 150ª Divisione fucilieri motorizzata. A novembre le forze russe sono riuscite ad oltrepassare la massicciata della ferrovia a nord di Avdiïvka e attaccare il villaggio di Stepove, difeso dalla 47ª Brigata meccanizzata ucraina. In questo settore ulteriori avanzate russe sono state bloccate dall'efficace impiego dei Bradley contro la fanteria in campo aperto.
La situazione tattica ucraina nella parte sud della regione fortificata è invece diventata più difficile, in quanto le cattive condizioni meteo hanno impedito un'efficace ricognizione aerea da parte ucraina e permesso agli assalti russi di ottenere alcuni successi e occupare parte della zona industriale meridionale della città entro la metà di dicembre.

### Battaglia finale e ritirata ucraina

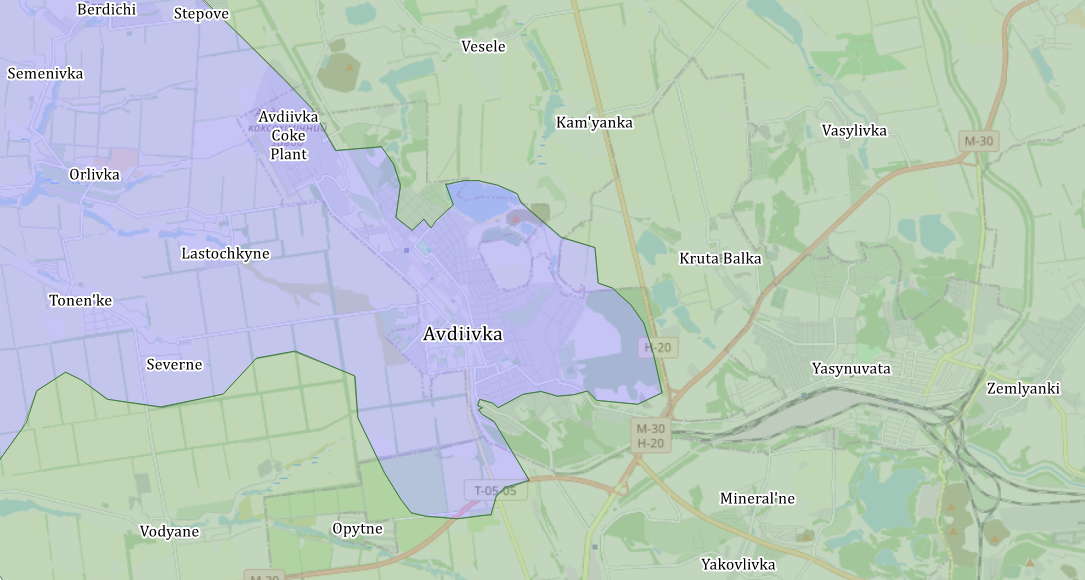
Situazione tattica l'8 febbraio 2024, dopo lo sfondamento russo a nord e prima della chiusura della sacca dell'area "Zenit" a sud.

Nelle settimane successive i russi hanno progressivamente guadagnato terreno, riducendo sempre di più l'area difesa dalle truppe ucraine che, pur battendosi validamente, rischiavano di essere accerchiate; in questa fase della battaglia sembra inoltre che le forze ucraine, in precarie posizione tattica, abbiano avuto anche gravi carenze di rifornimenti di armi e munizioni.
All'inizio di gennaio 2024 i russi, dopo aver potenziato il loro schieramento con l'afflusso delle brigate della 41ª Armata combinata, hanno prima attaccato a nord, guadagnando terreno nell'area industriale in direzione dell'impianto di trattamento delle acque reflue; quindi, a partire dal 19 gennaio, hanno attaccato a sud, dove, sfruttando un percorso di tubi fognari sotterraneo lungo 2 000 metri, un reparto d'assalto è sbucato nelle retrovie delle posizioni principali ucraine, attaccando e conquistando la cosiddetta area fortificata del "ristorante". Gli ucraini hanno contrattaccato mettendo in difficoltà il reparto russo che combatteva isolato, ma, dopo confusi combattimenti dall'esito alterno, i russi, grazie soprattutto al supporto di fuoco dell'artiglieria, sono riusciti a mantenere il possesso del "ristorante".
All'inizio di febbraio 2024 l'offensiva russa è ripresa con grande violenza a nord, nella cosiddetta "area delle dacie", caratterizzata da abitazioni sparse in mezzo a un territorio alberato; i russi, che hanno sferrato inizialmente un attacco notturno, hanno sfondato le posizioni ucraine progredendo verso sud e intercettando le linee di comunicazione delle truppe nemiche schierate a est dell'impianto di trattamento delle acque reflue. Questi reparti ucraini hanno quindi dovuto abbandonare le posizioni e ripiegare in direzione sud-est, sotto la copertura di retroguardie e campi minati; la difficile manovra, ostacolata da violenti bombardamenti di artiglieria ed efficaci attacchi aerei russi, è costata forti perdite alle truppe ucraine e alcuni reparti sono stati tagliati fuori dai reparti russi in avanzata.
I russi sono quindi avanzati da nord in direzione delle due strade principali, la 00542 che conduce dal centro della città verso ovest, e la "strada industriale", che collega la zona industriale settentrionale con il cosiddetto 9º distretto, il quartiere sud-occidentale caratterizzato dalla presenza di una serie di grandi edifici abitativi che con la loro altezza dominano il terreno circostante. Sembra che siano state le truppe della 74ª Brigata fucilieri motorizzata e della 114ª Brigata fucilieri motorizzata a penetrare le linee ucraine e avanzare entro il 5 febbraio fino a un chilometro dall'imbocco della strada 00542, aprendo un varco che ha permesso nei giorni seguenti l'intervento di altre quattro brigate motorizzate russe.
Nella seconda settimana di febbraio 2024 l'alto comando ucraino ha fatto intervenire nella battaglia forze di riserva, tra cui la 3ª Brigata d'assalto "Azov", che si sono battute con valore per trattenere i russi e favorire il ripiegamento ordinato dei reparti ucraini più esposti e in difficoltà, in particolare della 110ª Brigata meccanizzata che difendeva la città ininterrottamente da quasi due anni. La situazione ucraina tuttavia si è ulteriormente aggravata anche a sud, dove la cosiddetta area "Zenit", un importante settore fortificato ucraino, attaccata sia da ovest, a partire dal villaggio occupato dai russi di Opytne, sia da est, a partire dall'area del "ristorante", è stata abbandonata dal 13 febbraio 2024, ed è stata occupata dai miliziani della 1ª Brigata fucilieri motorizzata della Repubblica Popolare di Doneck che hanno catturato numerosi prigionieri. I reparti ucraini della 110ª Brigata meccanizzata hanno dovuto ripiegare a piedi verso ovest attraverso strade secondarie, sotto la copertura delle unità della 53ª Brigata meccanizzata, dopo aver abbandonato i feriti; entro il 15 febbraio la 1ª Brigata fucilieri motorizzata ha completato l'occupazione dell'area "Zenit" e nei giorni seguenti ha conquistato anche i quartieri "Čeburaška" e "Vinogradniki-2", nella periferia sud-occidentale della città, mentre altri reparti di miliziani della brigata hanno sgomberato le aree meridionali e sud-orientali di Avdiïvka. Sembra che, in questa fase dei combattimenti, alcuni soldati della brigata abbiano fucilato sommariamente alcuni prigionieri ucraini.
Nonostante le ottimistiche rivendicazioni della 3ª Brigata d'assalto, tuttavia nella realtà sul campo di battaglia le forze russe hanno continuato ad avanzare anche a nord, a partire dall'area delle dacie; fin dal 13 febbraio i reparti della 30ª Brigata fucilieri motorizzata hanno raggiunto per primi la "strada industriale" occupando la fabbrica "Avtobaz", mentre due giorni dopo truppe della 114ª Brigata fucilieri motorizzata e della 30ª Brigata fucilieri motorizzata sono arrivate all'intersezione delle due strade principali e hanno conquistato il grande edificio del ristorante "Brevno". Il 16 febbraio infine i russi hanno raggiunto risultati decisivi: la 74ª Brigata fucilieri motorizzata in particolare ha occupato i quartieri centro-orientali di Avdiïvka con le zone residenziali e industriali vicino alla cava della città, la 55ª Brigata fucilieri motorizzata ha raggiunto, percorrendo via Sobornaja, il parco centrale della città con il monumento commemorativo dedicato al soldato sovietico, mentre la 114ª Brigata fucilieri motorizzata è arrivata all'imbocco della strada 00542 e innalzato la sua bandiera di combattimento sulla famosa insegna presente all'ingresso occidentale di Avdiïvka.

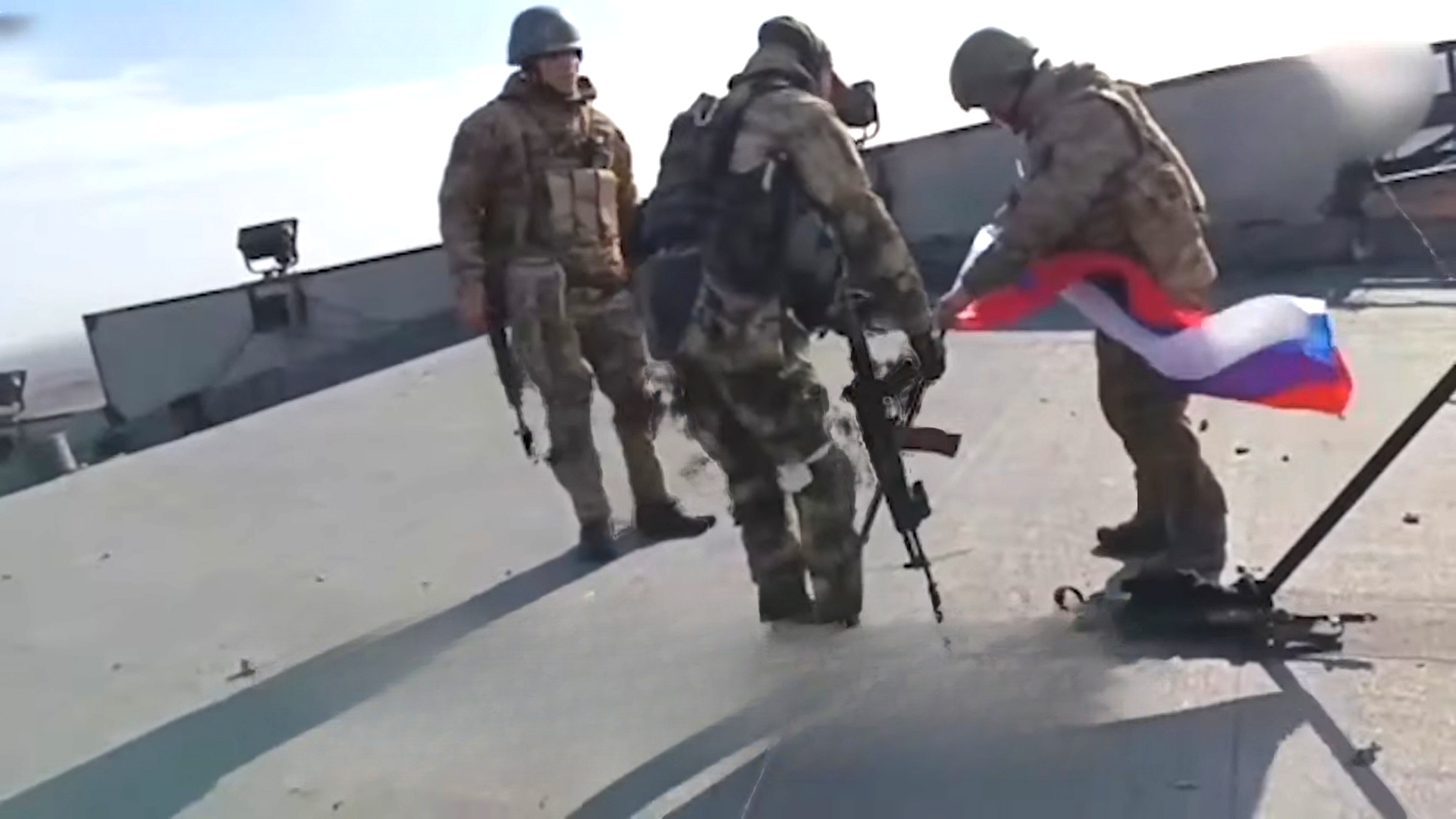
Soldati russi della 114ª Brigata fucilieri motorizzata sul tetto della Cokeria di Avdiïvka il 17 febbraio 2024, al termine della battaglia.

Fin dal 15 febbraio 2024 aveva avuto inizio la ritirata generale ucraina; per primi si sono messi in movimento i reparti della 110ª Brigata meccanizzata che erano ancora schierati molto più a est; queste truppe hanno evacuato la stazione di filtrazione delle acque che è stata occupata la mattina del 16 febbraio dai soldati della Brigata internazionale "Pjatnaška" e della 1ª Brigata fucilieri motorizzata. La ritirata è continuata per tutto il giorno, principalmente in piccoli gruppi che hanno percorso a piedi strade secondarie, dopo aver abbandonato molto materiale ed equipaggiamento. I reparti della 3ª Brigata d'assalto hanno cercato di guadagnare tempo per permettere la ritirata degli ultimi gruppi di soldati ucraini della 110ª Brigata meccanizzata. Nel corso di questi combattimenti drammatici e sanguinosi, le truppe ucraine hanno subito ulteriori perdite e alcuni posti di comando sono stati travolti dai russi in avanzata. Infine il 16 e il 17 febbraio anche la 3ª Brigata d'assalto e la 53ª Brigata meccanizzata hanno ricevuto l'ordine di ritirata e hanno ripiegato a loro volta verso ovest abbandonando le ultime postazioni nel settore fortificato.
L'alto comando ucraino ha comunicato il 17 febbraio 2024 di avere abbandonato completamente l'area fortificata di Avdiïvka e ripiegato verso ovest con le truppe superstiti. Le forze russe quindi hanno rapidamente occupato il resto della città e l'intera area industriale concludendo con pieno successo la lunga battaglia per la regione fortificata di Avdiïvka. Il 17 febbraio la 35ª Brigata fucilieri motorizzata ha conquistato la stazione ferroviaria, i soldati del 239º Reggimento della 90ª Divisione corazzata hanno occupato il municipio cittadino, mentre le truppe della 74ª Brigata fucilieri motorizzata hanno completato l'occupazione dei quartieri centro-orientali e nord-orientali, avanzando lungo via Pervomajska fino a via Mira dove hanno innalzato la bandiera russa. I miliziani della 114ª Brigata fucilieri motorizzata della Repubblica Popolare di Doneck il 17 febbraio hanno raggiunto la grande cokeria di Avdiïvka. L'alto comando ucraino ha preferito evacuare senza combattere questo grande stabilimento industriale ritenendo che fosse troppo difficile organizzare una difesa prolungata di fronte alle truppe russe che marciavano sulla cokeria da est e da sud. Le truppe ucraine, coperte dal 25º Battaglione d'assalto della 47ª Brigata meccanizzata che è stata l'ultima unità a lasciare la cokeria, hanno quindi abbandonato ordinatamente queste posizioni nell’area industriale settentrionale che è stata completamente occupata dai russi entro il 19 febbraio 2024.
La battaglia, accanita e combattuta, è costata pesanti perdite all'esercito russo, ma ha costituito un'importante vittoria propagandistica e operativa, consentendo di conquistare una area pesantemente fortificata e allontanare il fronte combattente dalla città di Donec'k.

### Dopo la battaglia

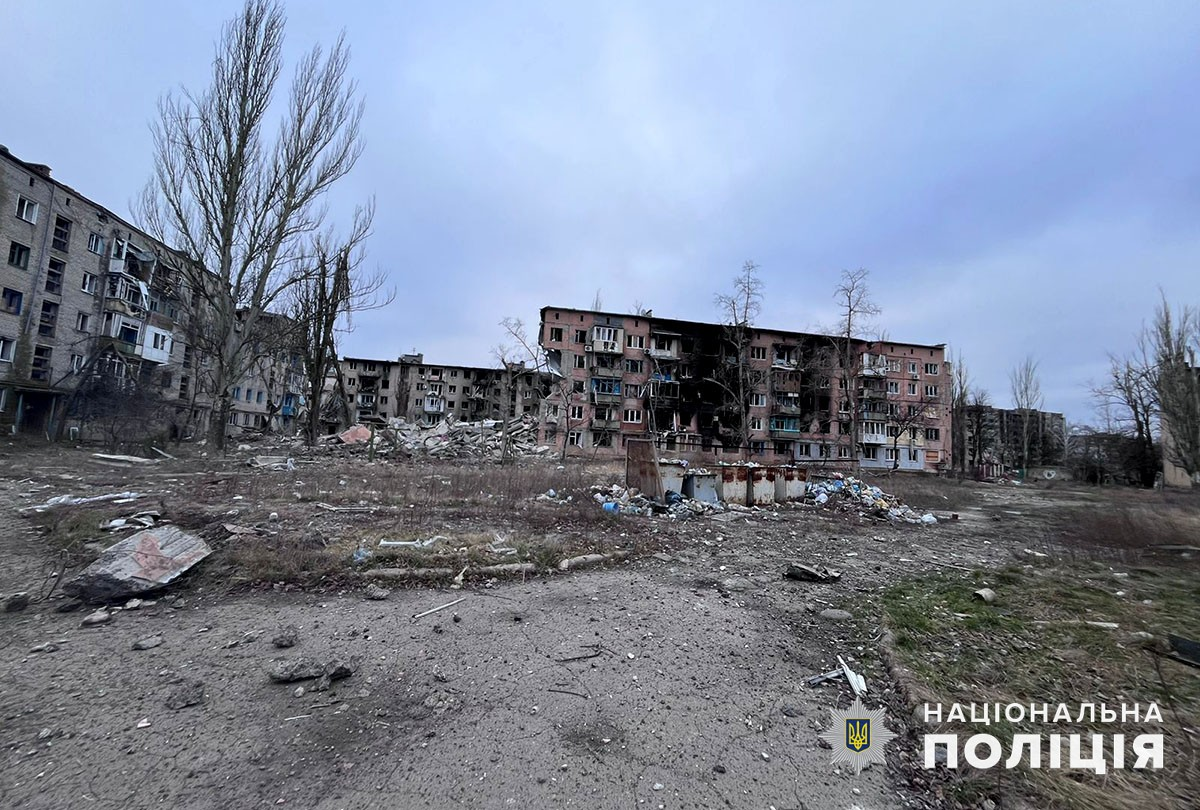
Edifici in rovina ad Avdiïvka.

Il 17 febbraio il Presidente della Federazione Russa Vladimir Putin è stato informato direttamente dal Ministro della difesa, generale Sergej Šojgu, della conclusione con successo della battaglia ad Avdiïvka. Putin ha parlato di "importante vittoria" e si è congratulato con i soldati, inviando un messaggio ufficiale al generale Mordvičev, comandante delle truppe russe impegnate nella battaglia. In questo messaggio il presidente russo ha ringraziato i reparti che si sarebbero distinti nella battaglia indicando nominativamente: una divisione corazzata, cinque brigate fucilieri motorizzate dell'esercito regolare e tre brigate fucilieri motorizzate delle milizie del Donbass. Il 26 marzo 2024 è stato conferito al generale Mordvičev, per la sua azione di comando nella battaglia, il titolo di Eroe della Federazione Russa.
Il Presidente dell'Ucraina Volodymyr Zelens'kyj invece ha minimizzato l'importanza della vittoria russa, definendo la battaglia di Avdiïvka l'unica conquista russa negli ultimi nove mesi di guerra, e ha tracciato un bilancio complessivamente favorevole della guerra, elencando i successi ucraini nella regione di Charkiv e nella guerra navale nel Mar Nero.
La battaglia si è conclusa indubbiamente con la vittoria russa; tuttavia la maggior parte delle truppe ucraine, nonostante le grandi difficoltà tattiche e operative, è riuscita a ripiegare con successo. Notevoli quantità di armamenti ed equipaggiamenti sono stati abbandonati, ma i soldati hanno evitato la cattura. Le stesse fonti russe hanno ammesso di aver catturato solo un centinaio di prigionieri. Pur non essendo disponibili dati documentati, le perdite di entrambe le parti sono state pesanti. Dal punto di vista operativo, le fonti occidentali ritengono che il tasso di logoramento delle truppe sia stato complessivamente favorevole agli ucraini, anche se viene ammesso che la ritirata finale fu disorganizzata e precipitosa senza dare tempo di costituire solide linee difensive più arretrate.
Dopo la vittoria ad Avdiïvka le truppe russe hanno quindi proseguito verso ovest occupando, nella settimana seguente la caduta della città, alcuni piccoli villaggi debolmente difesi dalle retroguardie nemiche in ritirata, prima di arrivare alla nuova linea difensiva ucraina organizzata in fretta con l’afflusso di rinforzi. All'inizio di marzo 2024 gli ucraini sono riusciti a stabilizzare la situazione a ovest di Avdiïvka, fermando temporaneamente l'avanzata russa; nei mesi successivi tuttavia le forze russe hanno ripreso lentamente ad avanzare verso ovest guadagnando ulteriore terreno nonostante l'accanita resistenza ucraina e avvicinandosi al centro strategico di Pokrovs'k.

## Ordine di battaglia

### Russia
GRUPPO DI FORZE DEL CENTRO (colonnello generale Andrej Mordvičev)
- 2ª Armata combinata delle guardie
  - 15ª Brigata fucilieri motorizzata delle guardie
  - 21ª Brigata fucilieri motorizzata delle guardie
  - 30ª Brigata fucilieri motorizzata
- 8ª Armata combinata
  - 20ª Divisione fucilieri motorizzata
  - 150ª Divisione fucilieri motorizzata
- 41ª Armata combinata
  - 35ª Brigata fucilieri motorizzata
  - 55ª Brigata fucilieri motorizzata da montagna
  - 74ª Brigata fucilieri motorizzata
- 1º Corpo d'armata
  - 1ª Brigata fucilieri motorizzata
  - 9ª Brigata fucilieri motorizzata
  - 110ª Brigata fucilieri motorizzata
  - 114ª Brigata fucilieri motorizzata
  - 132ª Brigata fucilieri motorizzata
- 3º Corpo d'armata
  - 10º Reggimento corazzato
- 90ª Divisione corazzata delle guardie "Vitebsk-Novgorod"
- 137ª Brigata fucilieri motorizzata

### Ucraina
GRUPPO OPERATIVO-STRATEGICO "CHORTYCJA" (colonnello generale Oleksandr Syrs'kyj)
- 1ª Brigata corazzata
- 3ª Brigata d'assalto
- 47ª Brigata meccanizzata
- 53ª Brigata meccanizzata
- 59ª Brigata motorizzata
- 71ª Brigata cacciatori
- 110ª Brigata meccanizzata
- 116ª Brigata meccanizzata
- 109ª Brigata di difesa territoriale
- 116ª Brigata di difesa territoriale
- 43ª Brigata artiglieria
- 55ª Brigata artiglieria